# Cephalophyllum diversifolium
Cephalophyllum diversifolium es una especie de planta suculenta perteneciente a la familia de las aizoáceas. Se encuentra en África.

## Descripción
Es una planta suculenta perennifolia  de pequeño tamaño que alcanza los 10 cm de altura. Se encuentra en Sudáfrica a una altitud de hasta 800 metros.

## Taxonomía
Cephalophyllum diversifolium fue descrita por (Haw.)  Schwantes, y publicado en Journal of Botany, British and Foreign 67: 17. 1929.
Etimología
Cephalophyllum: nombre genérico que deriva de las palabras griegas: cephalotes = "cabeza" y phyllo = "hoja".
diversifolium: epíteto latino que significa "con diferentes tipos de hojas".
Sinonimia
- Mesembryanthemum diversifolium Haw. (1803)
- Cephalophyllum diversiphyllum (Haw.) H.E.K.Hartmann
- Mesembryanthemum diversiphyllum Haw.
- Mesembryanthemum cauliculatum Haw.
- Cephalophyllum cauliculatum (Haw.) N.E.Br.
- Cephalophyllum baylissii L.Bolus (1963)
- Cephalophyllum bredasdorpense L.Bolus (1939)
- Cephalophyllum caledonicum L.Bolus (1939)
- Cephalophyllum vandermerwei L.Bolus (1929)